# Riccardia rivularis
Riccardia rivularis là một loài rêu trong họ Aneuraceae. Loài này được Hässel de Menéndez mô tả khoa học đầu tiên năm 1972.